# Frauenprießnitz
Frauenprießnitz là một đô thị thuộc huyện Saale-Holzland, trong bang Thüringen, Đức. Đô thị Frauenprießnitz có diện tích 18,47 km².